# Duplicata simulada
A duplicata é uma espécie de título de crédito, utilizado em contrato de compra e venda mercantil, pelo qual o comprador se obriga a pagar, dentro do prazo estipulado no título,o valor descrito na fatura. Esse título é regulado pela Lei 5.474 de 1968.
O crime de duplicata simulada está previsto no caput do art. 172 do Código Penal brasileiro. Consiste em emitir fatura, duplicata ou nota de venda que não corresponda à mercadoria vendida, em quantidade ou qualidade, ou ao serviço prestado. A pena para este crime é detenção, de 2 (dois) a 4 (quatro) anos, e multa.
O objeto jurídico desse artigo é a tutela da propriedade e também da "boa-fé de que devem estar revestidos os títulos comerciais, equiparados a documentos públicos".